# COM Ràdio
COM Ràdio va ser una cadena pública de ràdio, creada l'any 1995 com una agrupació d'emissores municipals catalanes, impulsada per la Diputació de Barcelona i gestionada pel Consorci de Comunicació Local. Actualment aplega prop d'un centenar d'emissores consorciades. La seva programació era en llengua catalana i de caràcter generalista. A partir del setembre de 2012, va formar part de La Xarxa.

## Història

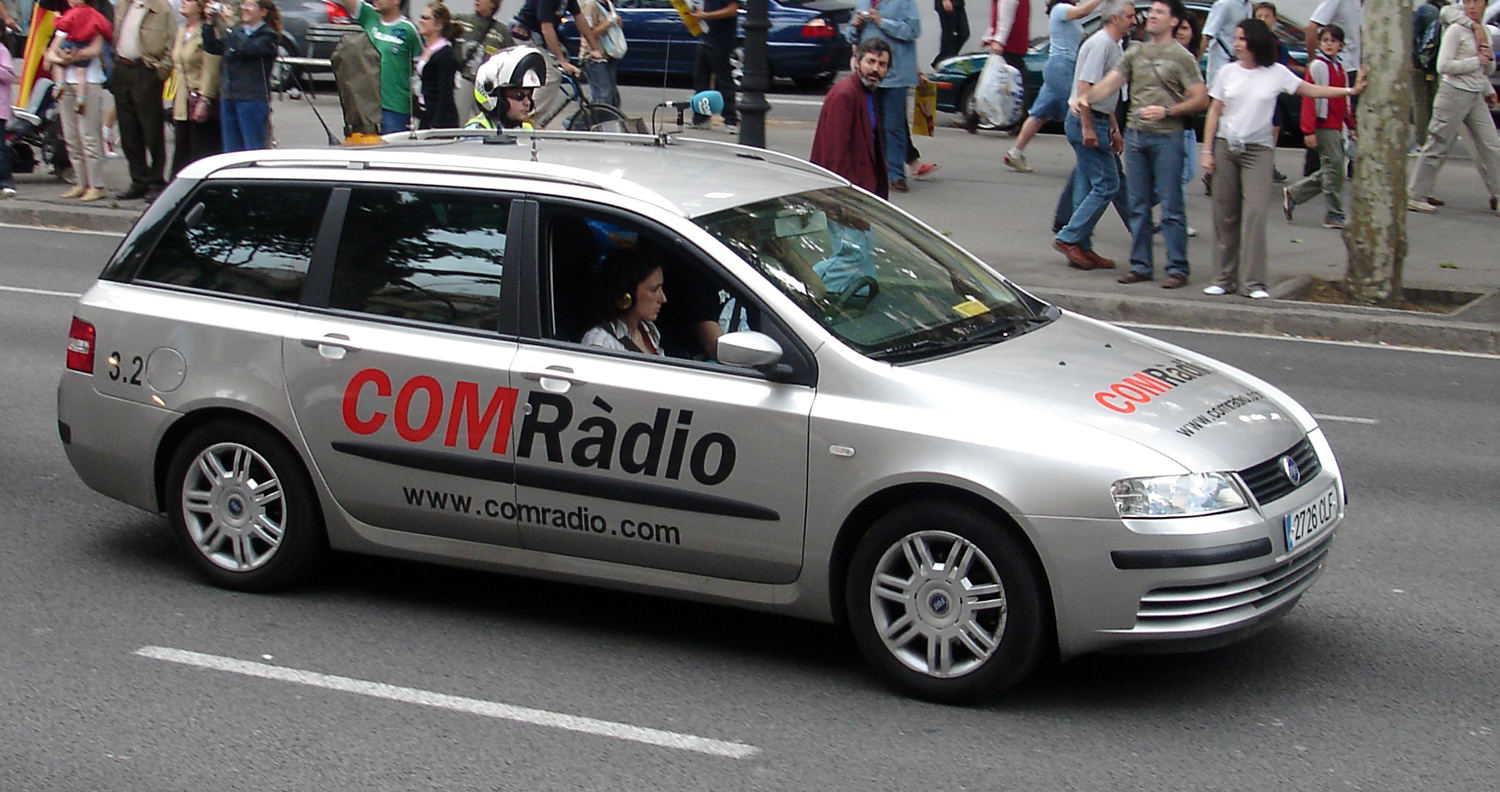
Unitat mòbil de COM Ràdio a Barcelona (2005)

### Orígens
COM Ràdio té l'origen en el desig de la Diputació de Barcelona d'oferir suport a les emissores municipals de Catalunya. Amb aquest propòsit, el 19 de setembre de 1994 es va constituir el Consorci de Comunicació Local (CCL), integrat per la mateixa Diputació, la Mancomunitat de Municipis de l'Àrea Metropolitana de Barcelona i l'Associació d'Emissores Municipals de Catalunya (EMUC). Aquell mateix mes el CCL va iniciar una col·laboració amb l'emissora pública Ràdio 4, propietat de Radio Nacional de España (RNE), perquè les ràdios locals de l'EMUC poguessin connectar-se a les seves emissions. A canvi, la Diputació invertia 80 milions de pessetes per millorar la qualitat de la cobertura i de la programació de Ràdio 4. Per això, el 21 de novembre de 1994 el CCL va crear la seva pròpia productora, l'Agència de Comunicació Local (ACL), una societat anònima l'objectiu inicial de la qual va ser la producció de continguts per a Ràdio 4.
No obstant això, al poc de començar la col·laboració entre el CCL i RNE, les postures entre ambdós ens van començar a distanciar-se, de manera que finalment el CCL va optar per posar en marxa el seu propi projecte radiofònic. El de desembre de 1994 el CCL va comprar Ràdio Sabadell per 180 milions de pessetes. En aquells dies aquesta històrica emissora de la capital vallesana, que des de 1932 emetia pel 882KHz de l'ona mitjana, era propietat de Premsa d'Osona (PROSA), empresa editora del diari El 9 Nou, que al seu torn l'havia comprat a la COPE tan sols un mes abans.

### Inici de les emissions
El nou projecte del CCL consistia a convertir Ràdio Sabadell en COM Ràdio, emissora amb continguts propis, íntegrament en català, a la programació podien connectar, via satèl·lit Hispasat, les emissores municipals, seguint el model de sindicació estatunidenc. Els primers estudis de La Xarxa (antiga COM Ràdio) es van situar en la quarta planta de l'643 de la Gran Via de les Corts Catalanes, al costat del carrer Bruc, al barri de l'Eixample de Barcelona. Es tractava d'un pis de 110 metres quadrats en un edifici d'habitatges, de manera que les condicions per a la radiodifusió eren molt precàries.
COM Ràdio va iniciar les seves emissions el dia 1 de març de 1995, a les 22h, amb un programa especial presentat per Pitu Abril i Elisenda Roca. El 6 de març van començar les emissions dels informatius, que es realitzaven des dels estudis de la Gran Via. Per completar la programació, connectava amb els espais que l'ACL produïa per Ràdio 4, entre aquests, el magazín matinal Tres de Bachs, presentat per Josep Maria Bachs; el magazín de tardes, L'autobús, de Jordi Estadella; el nocturn Amistats perilloses de Pitu abril i Busca'ns a la 4, magazín matinal del cap de setmana conduït per Pepa Fernández. L'emissió conjunta es va mantenir fins al juliol de 1995.

### Josep Cuní i inici a la FM

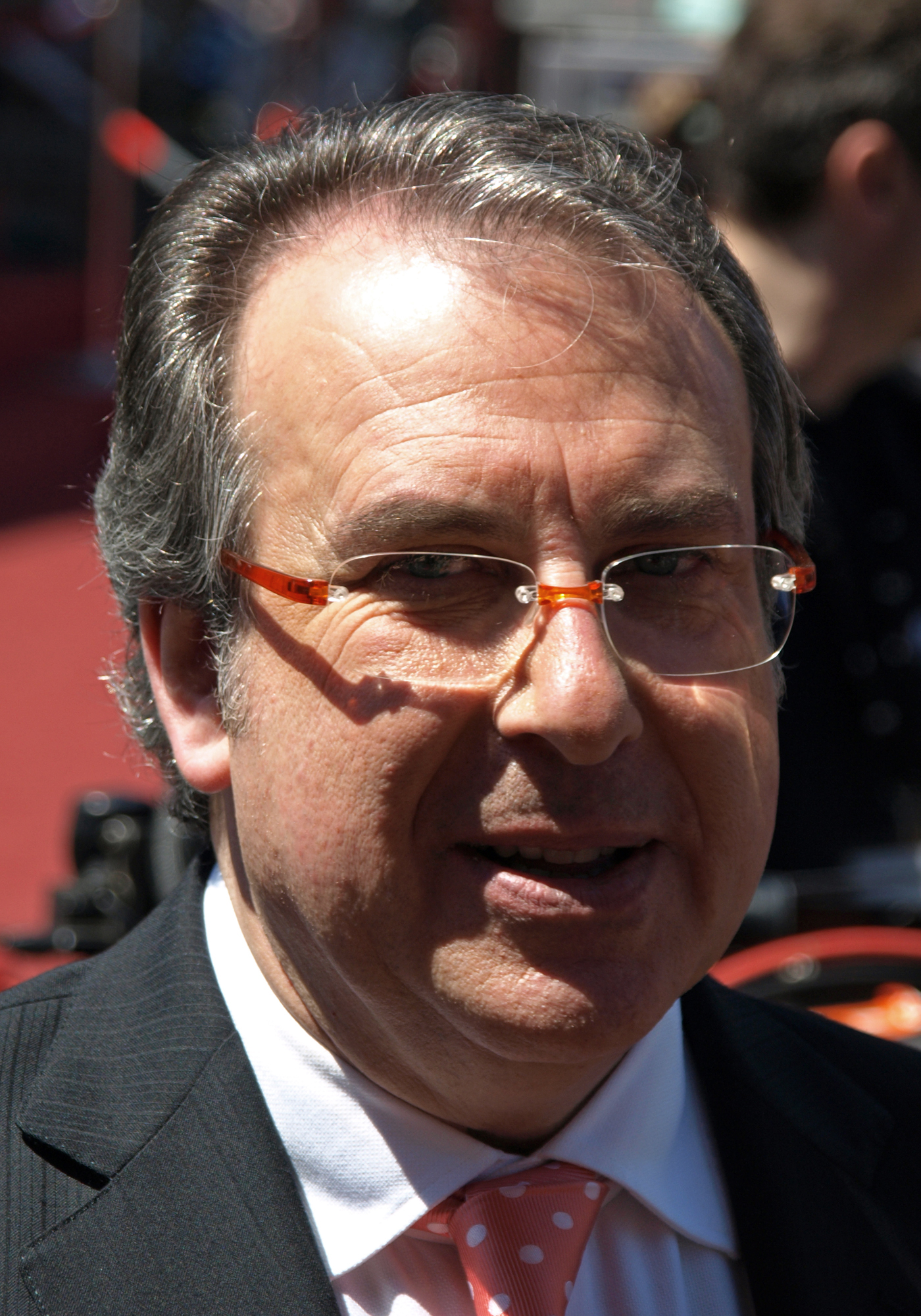
Josep Cuní és el presentador insígnia dels primers anys de COM Ràdio

Després de la ruptura entre el CCL i RNE, COM Ràdio va iniciar la temporada 1995 – 1996 una programació totalment pròpia, produïda majoritàriament per l'ACL. Per això es van incorporar nous professionals al projecte, entre els quals destacava Josep Cuní, que es va convertir en el periodista insígnia de la nova emissora. Al costat del magazín matinal  Els matins amb Josep Cuní, els pilars de la programació de COM Ràdio durant la seva primera temporada van ser el magazín de tardes Ara com ara, d'Esther Sardans, el musical nocturn Capità Catalunya de Jaume Escala o l'informatiu nocturn La nit és la nit de Kiku Sanchis.
Cap als final de l'any 1995 mig centenar d'emissores municipals ja connectaven amb COM Ràdio. No obstant això, el fet més transcendental a l'hora d'augmentar la presència de COM Ràdio al mercat radiofònic català va ser l'inici de les emissions per la freqüència modulada (FM) a l'àrea metropolitana de Barcelona, fet possible gràcies a l'entrada de l'Ajuntament de Barcelona al CCL i la posada en marxa d'emissora municipal de la capital catalana. Amb el nom de Freqüència Barcelona, les emissions es van iniciar el novembre de 1995 pel 91.0 MHz FM, reemetent íntegrament la programació de COM Ràdio, excepte una hora de desconnexió local.

### L'oposició de la Generalitat de Catalunya
Durant els seus primers mesos de vida, COM Ràdio va topar amb l'oposició del govern de la Generalitat de Catalunya, que considerava il·legal el projecte impulsat per la diputació barcelonina. Durant el 1995 el govern català va enviar una carta als ajuntaments catalans instant-los a no connectar les seves emissores municipals a COM Ràdio, amb l'amenaça de la retirada de la llicència.
Aquest conflicte sovint ha estat interpretat en clau política. La periodista Sílvia Cóppulo al seu llibre Com neix COMRàdio defineix COM Ràdio com l'«emissora de l'esquerra progressista», tenint en compte que estava afavorida per la Diputació de Barcelona, en aquells dies governada per majoria pel Partit dels Socialistes de Catalunya (PSC). Segons afirma Cóppulo a la mateixa obra, els consellers de CiU es van negar a fer declaracions a COM Ràdio en els seus primers mesos de vida, fins que el novembre de 1995 el president de la Generalitat de Catalunya Jordi Pujol va acceptar una entrevista de Josep Cuní als estudis de l'emissora.
Per avançar cap a un major pluralisme polític, a mitjan 1996 el consell d'administració de COM Ràdio, fins llavors format exclusivament per representants del PSC i ICV (que eren els dos socis de govern a la Diputació de Barcelona) va donar entrada a delegats de la resta de formacions polítiques catalanes. Aquest moviment va provocar la sortida de Juan Manuel Domínguez i el desembre de 1996 el nomenament de director general de l'emissora a Enric Sopena, càrrec que va exercir fins a juny de 2000.

### Creixement
La temporada 1996 – 1997 COM Ràdio va reforçar la seva programació amb la contractació de nous professionals com Sílvia Cóppulo, al capdavant del magazín Els migdies amb Sílvia Cóppulo, Elisenda Roca amb l'espai Les tardes o Empar Moliner amb el matinal dominical Cafè amb llet. Aquest curs també es van estrenar espais emblemàtics de l'emissora, com el programa d'entrevistes Tal com som amb Jordi Sacristán, que es va mantenir dotze anys en antena, el nocturn Les nits amb Esther Sardans, que va restar onze temporades a la graella, i el musical Boulevard amb Enric Cusí, l'espai més veterà de La Xarxa.
El creixement de la cadena durant els seus primers anys va ser prou sòlid com per posicionar-se entre les emissores més escoltades de Catalunya, i la segona en llengua catalana, encara que lluny del lideratge de Catalunya Ràdio. El 1996 l'Estudi General de Mitjans (EGM) va atorgar a COM Ràdio una audiència de 32.000 oients de dilluns a diumenge, xifra que va augmentar a 76.000 el 1997, si bé aquest estudi no reflectia totes les dades de les emissores consorciades. El novembre de 1998 COM Ràdio va ser la novena emissora generalista més escoltada d'Espanya, amb 170.000 oients segons l'EGM, destacant el matinal de Josep Cuní, amb 103.000 oients de mitjana.
La temporada 1997 – 1998 la graella es va reforçar amb espais com el xou còmic Això no toca, de Miquel Giménez, el debat polític La tertúlia de la nit, copresentat per Àngels Barceló, Enric Sopena i Pitu Abril o Fora de context d'Iu Forn. Aquesta mateixa temporada l'emissora va deixar els estudis de la Gran Via per traslladar-se al Pavelló Cambó, un edifici de 1.800 metres quadrats situat en els Jardins de la Maternitat, a la Travessera de les Corts de Barcelona. El 26 de novembre de 1998 es van iniciar les emissions des de les noves instal·lacions, que van ser oficialment inaugurades el 14 de desembre d'aquest any.
El 1998 els estudis es traslladen de la Gran Via a unes noves instal·lacions de 1800 metres quadrats en el recinte de l'antiga maternitat de Barcelona, a la Travessera de les Corts.

### Marxa de Sopena i Cuní
Després de l'aprovació de nous estatuts el juny de 2000, es va decidir que el nomenament del director es duria a terme per consens de totes les forces polítiques representades a la Diputació de Barcelona. El desembre del 2000 va ser elegit nou director general el periodista Jordi Llonch, que des de la dimissió de Sopena ja exercia el càrrec en funcions.

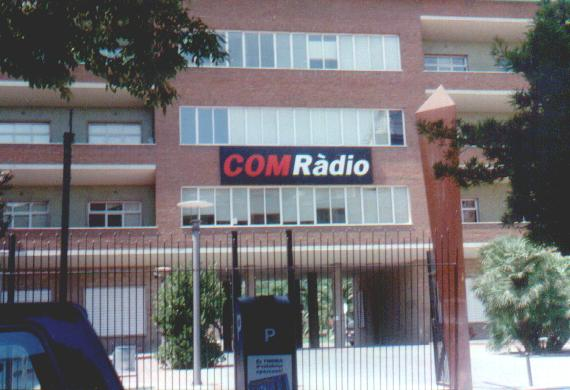
Façana dels estudis de COM Ràdio (2007)

Paral·lelament al relleu directiu, la temporada 2000 – 2001 l'emissora va patir una important remodelació programàtica, motivada en gran manera per la marxa de Josep Cuní a Ona Catalana. El seu lloc dels matins va ser ocupat pel periodista i escriptor Joan Barril, amb La R-pública. També es van incorporar Albert de la Torre amb el magazín de tardes Fet a Barcelona i Jordi Estadella amb el gastronòmic De boca en boca, mentre que Miquel Giménez, Sílvia Cóppulo i Elisenda Roca van continuar a l'emissora, però intercanviant els seus horaris.
Inicialment, els canvis van ser ben rebuts per l'audiència, que el novembre del 2002 creixia fins als 115.000 oients, amb l'espai de Barril com el més escoltat de l'emissora, amb 50.000 seguidors. Amb aquestes dades, COM Ràdio se situava llavors com la segona emissora generalista en català més escoltada, molt per darrere de Catalunya Ràdio (485.000 oients), però superant a Ona Catalana, RAC 1 i Ràdio 4. Tanmateix, als següents anys la cadena municipalista experimentar un progressiu descens d'audiència. El 2004 COM Ràdio sumava, segons l'EGM, 86.000 oients, que es van reduir a 40.000 el 2006. Entre un i altre any, al setembre de 2005, es va produir el relleu de Joan Barril, reemplaçat en els matins per l'espai Matins.com de Glòria Serra.

### LatinCOM i Sindicada 2.0

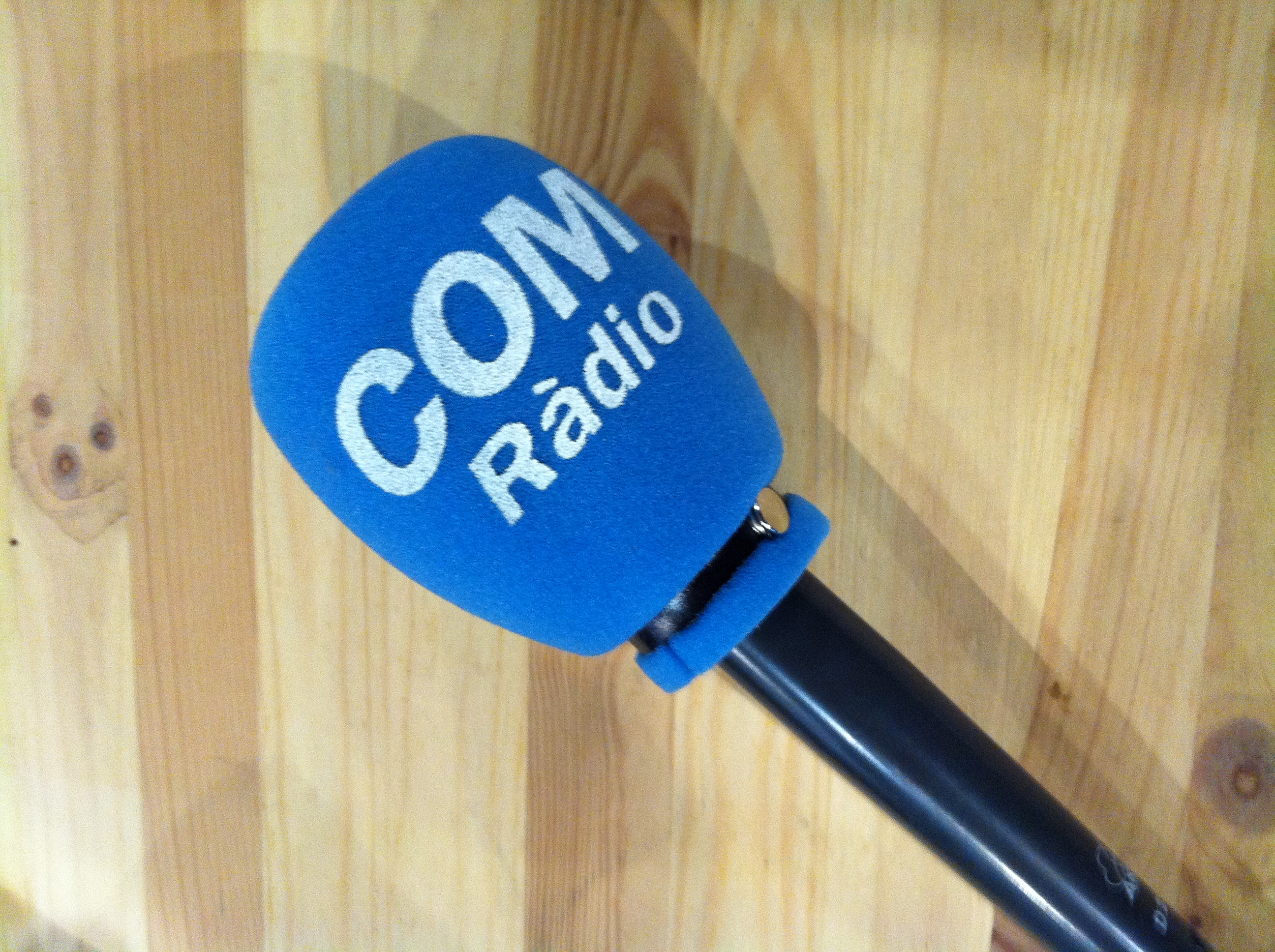
Micròfon de COM Ràdio (2012)

El novembre de 2006 Francesc Triola va rellevar en el càrrec a Llonch. Entre aquest any i el següent es produiria una important renovació de la programació, amb la sortida d'alguns dels locutors més veterans de l'emissora: Glòria Serra (substituïda en les matins per Oriol Soler) i Sílvia Cóppulo (reemplaçada a les tardes per Jordi Duran).
El 3 de desembre de 2007 es posa en marxa un segon canal d'emissió, Sintonia COM a través de la freqüència 882 de l'ona mitjana (que des de 1995 i fins aleshores reemitía la programació de la FM), amb una programació orientada als immigrants.
La temporada 2008/09 es du a terme una important reestructuració de la seva programació, amb nous magazins de matins (El Dia de la COM, presentat i dirigit per Jordi Duran) i tardes (Extraradi, amb Olga Vallejo) i l'espai esportiu de sobretaula Què has dinat? (presentat per Sergi Mas), entre altres novetats. Així mateix, es dona major protagonisme a les emissores locals consorciades, que passen a produir el 25% de la programació.

### La Xarxa
La Diputació de Barcelona, buscant la sostenibilitat va propiciar la fusió de COM Ràdio i la Xarxa Audiovisual Local en una sola redacció multimèdia i amb una única seu. El gener de 2012 Rafael de Ribot va ser nomenat director de l'emissora que el 3 de setembre de 2012, i l'emissora va renunciar a les seves freqüències, que van deixar d'emetre en 31 d'agost de 2012.
L'empresa va passar a anomenar-se La Xarxa de Comunicació Local i va passar a ser una plataforma d'intercanvi de continguts entre emissores locals, reforçant les coproduccions amb les emissores locals com el programa de divulgació científica Picó.cat amb Alfred Rodríguez Picó, l'espai musical Celobert amb Lluís Gavaldà, Can Tuyus amb Miqui Puig o el programa literari L'última troballa amb l'escriptor Jordi Llavina. El juny de 2013 la direcció de La Xarxa va acomiadar quinze treballadors al·legant «causes econòmiques i organitzatives».

## Audiències
La Xarxa va aconseguir els seus millors resultats d'audiència durant els seus primers anys de funcionament, coincidint amb l'etapa de Josep Cuní al capdavant del programa matinal, entre 1995 i 2000. El març de 1998 l'Estudi General de Mitjans (EGM) xifrava l'audiència de l'emissora en 192.000 oients, un dels registres més alts de la seva història. Durant els anys 2000 l'audiència de La Xarxa va disminuir progressivament, arribant a caure per sota dels 30.000 oients.
L'evolució de l'audiència mitjana durant els últims anys, segons les dades de l'EGM, és la següent:
| Any  | De dilluns a divendres | De dilluns a diumenge |
| ---- | ---------------------- | --------------------- |
| 2006 | 34.000                 | 29.000                |
| 2007 | 37.000                 | 32.000                |
| 2008 | 28.000                 | 29.000                |
| 2009 | 40.000                 | 40.000                |
| 2010 | 35.000                 | 30.000                |

## Canals d'emissió
Fins al setembre de 2012 l'emissora emetia per 22 freqüències arreu de Catalunya, que va abandonar amb el canvi de COM Ràdio a La Xarxa
| - Barcelona 91.0 Mhz - Girona 92.7 Mhz - Lleida 95.2 Mhz - Camp de Tarragona 105.8 Mhz - Baix Ebre 99.0 Mhz - Anoia 97.9 Mhz - Alt Urgell - Pallars Sobirà 91.7 Mhz - Garraf 89.9 Mhz | - Ripollès 91.0 Mhz - Cerdanya 94.2 Mhz - Baix Empordà 90.8 Mhz - La Selva 93.7 Mhz - Garrotxa 92.9 Mhz - Pallars Jussà 88.1 Mhz - Solsonès 88.2 Mhz - Berguedà 90.9 Mhz | - Conca de Barberà - Alt Camp 87.6 Mhz - Vallès Oriental 91.3 Mhz - Alta Ribagorça 91.0 Mhz - Bages 88.1 Mhz - Osona 95.7 Mhz També en territori occità: - Viella i Mitjaran 91.7 Mhz |

COM Ràdio no era un mitjà de comunicació finalista i emetia a través de les ràdios municipals de Catalunya que connectaven amb part de la seva programació. Entre d'altres:
- Freqüència Barcelona 91.0 Mhz
- Freqüència Girona 92.7 Mhz
- Freqüència Lleida 95.2 Mhz
- Punt 6 Ràdio (Reus) 99.8 Mhz
- Ràdio Ràpita 107.9 Mhz
- Ràdio Seu 107.2 Mhz
- Ràdio Vic 90.3 Mhz
- Ràdio Vilafant 107.3 Mhz
- Canal Blau FM (Vilanova) 100.4 Mhz
- Ràdio Municipal Terrassa 95.2 Mhz
- Ràdio Berga 107.6 Mhz
- Ràdio Malgrat 107.4 Mhz